# دوچرخه‌سواری در المپیک تابستانی ۱۹۸۸
دوچرخه‌سواری در بازی‌های المپیک تابستانی ۱۹۸۸ نام رویداد ورزش دوچرخه‌سواری در بازی‌های المپیک تابستانی بود که در سال ۱۹۸۸ برگزار شد. در این مسابقات مسابقه دوچرخه‌سواری پیست و دوچرخه‌سواری جاده برگزار شد. این مسابقات از نه بخش تشکیل شده بود که هفت بخش مربوط به مردان و دو بخش مربوط به زنان بود.
اتحاد جماهیر شوروی توانست با کسب ۴ طلا و ۱ نقره و ۲ برنز برنده این مسابقات شود.

## دوچرخه‌سواری مردان

### مردان
| رویداد         | طلا                                                                  | نقره                                                                              | برنز                                                                |
| رقابت جاده     | الاف لودویگ · آلمان شرقی                                             | برند گرنه · آلمان غربی                                                            | کریستیان هن · آلمان غربی                                            |
| تایم تریل تیمی | آلمان شرقی (GDR) · یان شور · اووه آمپلر · ماریو کومر · مایک لاندسمان | لهستان (POL) · آندری سیپیتکوفسکی · یواهیم هالوپچوک · زنون یاسکووا · مارک لشنیفسکی | سوئد (SWE) · میکل لافیس · آندرس یارل · بیورن یوهانسون · یان کارلسون |

### زنان
| رویداد     | طلا               | نقره                     | برنز                          |
| رقابت جاده | مونیک کنول · هلند | یوتا نیهاوس · آلمان غربی | لایما زیلپوریته · اتحاد شوروی |

## دوچرخه‌سواری پیست

### مردان
| رویداد              | طلا                                                                                         | نقره                                                                     | برنز                                                                             |
| رقابت امتیازی       | دن فروست · دانمارک                                                                          | لئو پلن · هلند                                                           | مارات گانیف · اتحاد شوروی                                                        |
| تعقیبی انفرادی      | گینتاوتاس اوماراس · اتحاد شوروی                                                             | دین وودز · استرالیا                                                      | برند دیترت · آلمان شرقی                                                          |
| تعقیبی تیمی         | اتحاد شوروی (URS) · ویاچسلاف اکیموف · آرتوراس کاسپوتیس · دمیتری نلیوبین · گینتاوتاس اوماراس | آلمان شرقی (GDR) · کارستن ولف · اشتفن بلوخویتس · رولاند هنیگ · دیرک مایر | استرالیا (AUS) · اسکات مک‌گروری · دین وودز · برت داتن · وین مک‌کارنی · استفن مک‌گلد |
| اسپرینت             | لوتس هسلیش · آلمان شرقی                                                                     | نیکولای کوفش · اتحاد شوروی                                               | گری نیواند · استرالیا                                                            |
| ۱ کیلومتر تایم تریل | الکساندر کیریچنکو · اتحاد شوروی                                                             | مارتین وینیکمب · استرالیا                                                | روبرت لوشنر · آلمان غربی                                                         |

### زنان
| رویداد  | طلا                        | نقره                                 | برنز                                 |
| اسپرینت | اریکا سالومه · اتحاد شوروی | کریستا-لودینگ-روتنبورگر · آلمان شرقی | کانی پاراسکوین · ایالات متحده آمریکا |

## جدول مدال‌ها
| رتبه | کشورها              | طلا | نقره | برنز | مجموع |
| ۱    | اتحاد شوروی         | ۴   | ۱    | ۲    | ۷     |
| ۲    | آلمان شرقی          | ۳   | ۲    | ۱    | ۶     |
| ۳    | هلند                | ۱   | ۱    | ۰    | ۲     |
| ۴    | دانمارک             | ۱   | ۰    | ۰    | ۱     |
| ۵    | استرالیا            | ۰   | ۲    | ۲    | ۴     |
| ۵    | آلمان غربی          | ۰   | ۲    | ۲    | ۴     |
| ۷    | لهستان              | ۰   | ۱    | ۰    | ۱     |
| ۸    | سوئد                | ۰   | ۰    | ۱    | ۱     |
| ۸    | ایالات متحده آمریکا | ۰   | ۰    | ۱    | ۱     |